# Timothy Spall

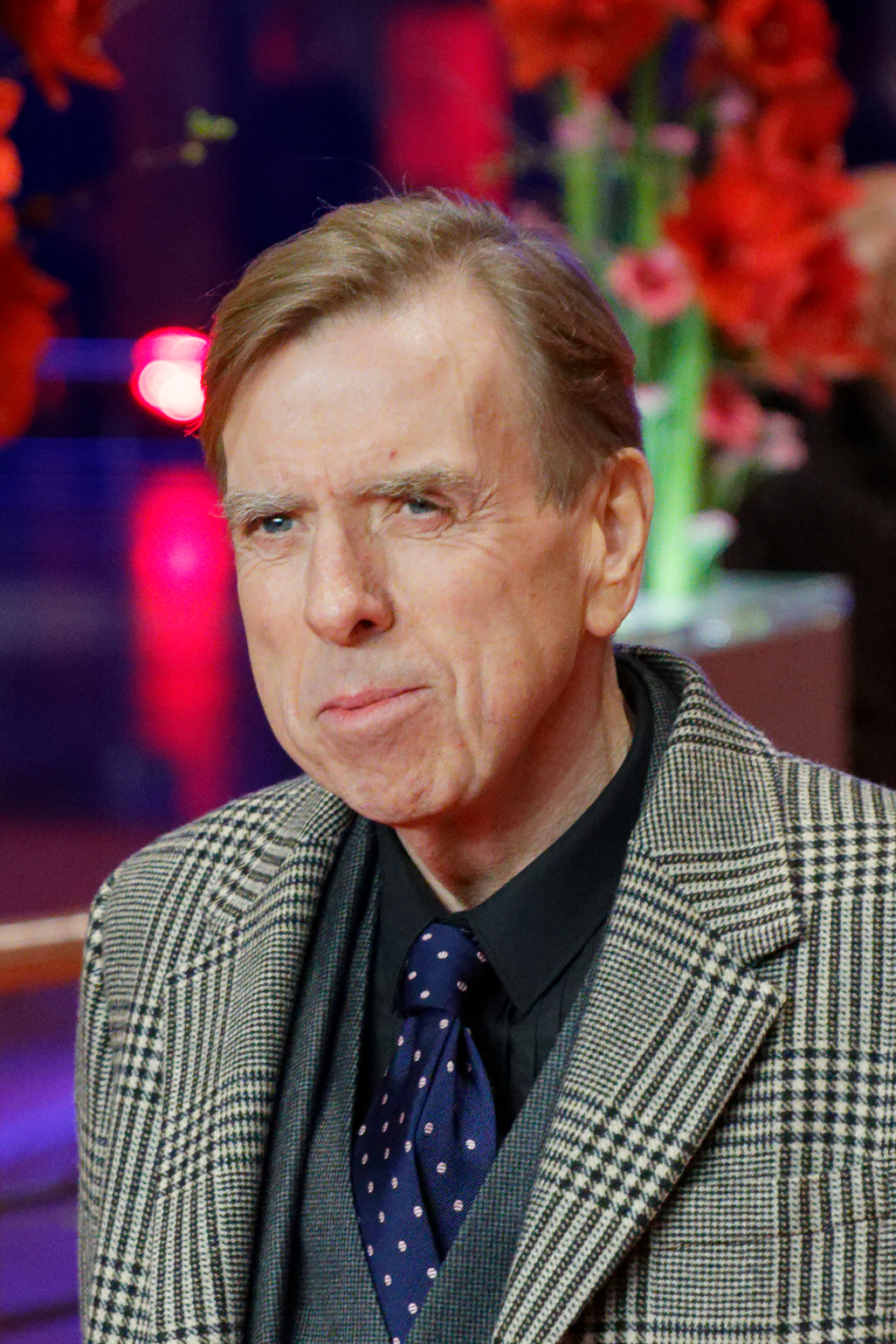
Timothy Spall (2017)

Timothy Leonard Spall, OBE (* 27. Februar 1957 in London, England) ist ein britischer Schauspieler mit Charakterrollen in Film, Fernsehen und Theater. Er spielte zahlreiche markante Rollen in internationalen Kinoproduktionen unter anderem in Mr. Turner – Meister des Lichts, Himmel über der Wüste, Sweeney Todd, Still Crazy, Rock Star, Last Samurai sowie der Harry-Potter-Filmreihe.

## Leben und Karriere
Timothy Spall hatte seinen ersten Filmauftritt 1978 in dem Fernsehfilm The Life Story of Baal. In der Erfolgskomödie Auf Wiedersehen, Pet erlangte er in der Rolle des Barry in Großbritannien einen hohen Bekanntheitsgrad. Zunehmend machte er sich auch international einen Namen und spielte seit Mitte der 1990er-Jahre in zahlreichen Hollywoodfilmen wie Die Weisheit der Krokodile, Intimacy und Vanilla Sky. Zu seinen bekanntesten Rollen zählt die des Peter Pettigrew (genannt Wurmschwanz) in den Harry-Potter-Filmen. Am 31. Dezember 1999 verlieh ihm die britische Königin den Titel Officer of the Order of the British Empire.
In dem 2010 veröffentlichten Film The King’s Speech von Tom Hooper spielte er die Rolle des Winston Churchill. Ebenfalls in der Rolle von Churchill trat Spall bei der Schlussfeier der Olympischen Sommerspiele 2012 auf.
Spall ist verheiratet und hat drei Kinder. Sein jüngster Sohn Rafe Spall ist ebenfalls Schauspieler.

## Filmografie
- 1978: The Life Story of Baal (Fernsehfilm)
- 1979: Quadrophenia
- 1979: BBC2 Playhouse (Fernsehreihe, Folge 6x03 The Brylcreem Boys)
- 1981: The Three Sisters (Fernsehfilm)
- 1982: Oliver Twist
- 1982: Remembrance
- 1982: Der Missionar (The Missionary)
- 1983: Grizzly II: Revenge (Grizzly II: The Predator) [veröffentlicht 2020]
- 1985: Dutch Girls
- 1985: Die Braut (The Bride)
- 1986: Gothic
- 1987: Body Contact
- 1988: Dream Demon – Traumdämon (Dream Demon)
- 1988: Journey’s End (Fernsehfilm)
- 1988: Der Priestermord (To Kill a Priest)
- 1989: Crusoe
- 1990: Broke (Fernsehfilm)
- 1990: Stolen (Fernsehfilm)
- 1990: Weißer Jäger, schwarzes Herz (White Hunter Black Heart)
- 1990: Himmel über der Wüste (The Sheltering Sky)
- 1991: Life is Sweet
- 1992: Red Dwarf (Serie)
- 1996: Hamlet
- 1996: Lügen und Geheimnisse (Secrets & Lies)
- 1998: Still Crazy
- 1998: Neville’s Island
- 1998: Our Mutual Friend (Fernsehfilm)
- 1998: Die Weisheit der Krokodile (The Wisdom of Crocodiles)
- 1999: Shooting the Past (Fernsehfilm)
- 1999: The Clandestine Marriage
- 1999: Topsy-Turvy – Auf den Kopf gestellt (Topsy-Turvy)
- 2000: Verlorene Liebesmüh’ (Love’s Labour’s Lost)
- 2000: Chicken Run – Hennen rennen (Chicken Run)
- 2000: The Thing About Vince (Fernsehfilm)
- 2000: Vatel
- 2001: Intimacy
- 2001: Lucky Break
- 2001: Perfect Strangers (Fernsehfilm)
- 2001: Rock Star
- 2001: Vanilla Sky
- 2001: The Old Man Who Read Love Stories
- 2001: Vacuuming Completely Nude in Paradise (Fernsehfilm)
- 2002: Bodily Harm (Fernsehfilm)
- 2002: In the Eyes of Kyana
- 2002: Nicholas Nickleby
- 2002: All or Nothing
- 2003: Gettin’ Square (Fernsehfilm)
- 2003: Last Rumba in Rochdale (Stimme)
- 2003: Mein Haus in Umbrien (My House in Umbria) (Fernsehfilm)
- 2003: Last Samurai
- 2004: Bosom Pals (Fernsehfilm, Stimme)
- 2004: Harry Potter und der Gefangene von Askaban (Harry Potter and the Prisoner of Azkaban)
- 2004: Lemony Snicket – Rätselhafte Ereignisse (Lemony Snicket’s A Series Of Unfortunate Events)
- 2005: Cherished (Fernsehfilm)
- 2005: Harry Potter und der Feuerkelch (Harry Potter and the Goblet of Fire)
- 2005: Mr. Harvey Lights a Candle (Fernsehfilm)
- 2005: Pierrepoint
- 2007: Verwünscht (Enchanted)
- 2007: Tödliche Magie (Death Defying Acts)
- 2007: Sweeney Todd – Der teuflische Barbier aus der Fleet Street (Sweeney Todd: The Demon Barber of Fleet Street)
- 2007: Oliver Twist (Miniserie)
- 2008: Appaloosa
- 2009: From Time to Time
- 2009: The Damned United – Der ewige Gegner (The Damned United)
- 2009: Wüstenblume (Desert Flower)
- 2009: The Fattest Man in Britain
- 2009: Heartless
- 2009: Harry Potter und der Halbblutprinz (Harry Potter and the Half-Blood Prince)
- 2010: Alice im Wunderland (Alice in Wonderland) (Stimme)
- 2010: Harry Potter und die Heiligtümer des Todes – Teil 1 (Harry Potter and the Deathly Hallows: Part 1)
- 2010: Wake Wood
- 2010: The King’s Speech
- 2011: Harry Potter und die Heiligtümer des Todes – Teil 2 (Harry Potter and the Deathly Hallows: Part 2)
- 2012: Comes a Bright Day
- 2012: Assassin’s Bullet – Im Visier der Macht (Sofia)
- 2012: Sindbad (Sinbad, Fernsehserie, eine Episode)
- 2012: Upside Down
- 2012: Ginger & Rosa
- 2012: Love Bite – Nichts ist safer als Sex (Love Bite)
- 2013: Wie in alten Zeiten (The Love Punch)
- 2014: Mr. Turner – Meister des Lichts (Mr. Turner)
- 2015: The Enfield Haunting (Miniserie)
- 2016: Alice im Wunderland: Hinter den Spiegeln (Alice Through the Looking Glass) (Stimme)
- 2016: The Journey
- 2016: Verleugnung (Denial)
- 2017: The Party
- 2017: Philip K. Dick’s Electric Dreams (Fernsehserie, Folge 1x03)
- 2017: Tanz ins Leben (Finding Your Feet)
- 2019: Mrs Lowry & Son
- 2019: The Corrupted – Ein blutiges Erbe (The Corrupted)
- 2021: Spencer
- 2021: Der Engländer, der in den Bus stieg und bis ans Ende der Welt fuhr (The Last Bus)
- 2022: Der denkwürdige Fall des Mr Poe (The Pale Blue Eye)
- 2023: Bolan’s Shoes
- 2023: Fearless Flyers – Fliegen für Anfänger (Northern Comfort)
- 2023: Kleine schmutzige Briefe (Wicked Little Letters)
- 2024: Rich Flu

## Auszeichnungen
- 1999: Officer of the Order of the British Empire
- 2014: Internationale Filmfestspiele von Cannes: Bester Darsteller für Mr. Turner – Meister des Lichts (Regie: Mike Leigh)
- 2014: Europäischer Filmpreis in Riga: Bester europäischer Schauspieler für Mr. Turner – Meister des Lichts.[3]